# Vivo
Vivo je američki animirani film iz 2021. godine, kojeg je producirao Sony Pictures Animation. Na Netflixu je objavljen 6. kolovoza 2021.

## Sažetak
Jedan kinkažu koji obožava glazbu krene na putovanje života od Havane do Miamija da bi ispunio svoju sudbinu i dostavio ljubavnu pjesmu u ime svojeg starog prijatelja.

## Sinkronizacija
- Obrada: Livada Produkcija
- Režija: Hrvoje Korbar
- Režija vokalnih izvedbi, adaptacija dijaloga i mikser zvuka: Goran Kuretić
- Prijevod: Korana Serdarević
- Voditelj projekta: Denin Serdarević
- Montažer: Gordan Dragić
- Majstor zvuka: Neven Marinac

## Glumačka postava
- Vivo - Nikola Marjanović
- Gabriela Maria Rosa "Gabi" Hernández - Rina Radmilov
- Marta Sandoval - Jadranka Krištof
- Andrés Hernández - Ervin Baučić
- Valentina - Vanda Winter
- Dancarino - Damir Kedžo
- Rosa Hernández - Ana Maras
- Becky - Dea Presečki
- Lutador - Domagoj Janković
- Upraviteljica pozornice Gloria - Irena Tereza Prpić
- Vozač autobusa u Floridi - Boris Barberić

## Dodatna glumačka postava
- Denin Serdarević
- Branko Smiljanić
- Goran Malus
- Vinko Štefanac
- Goran Vrbanić
- Mirta Zečević
- Željko Šestić